# Maison natale de Milan Blagojević
La maison natale de Milan Blagojević (en serbe cyrillique : Родна кућа Народног хероја Милана Благојевића ; en serbe latin : Rodna kuća Narodnog heroja Milana Blagojevića) se trouve à Natalinci, dans la municipalité de Topola et dans le district de Šumadija, en Serbie. Elle est inscrite sur la liste des monuments culturels protégés de la république de Serbie (identifiant no SK 453).

## Présentation
Milan Blagojević Španac (1905-1941) a participé à la guerre civile espagnole de 1937 puis, après l'invasion du royaume de Yougoslavie par les nazis, à la lutte de libération nationale, au cours de laquelle il a été commandant du Premier détachement de Partisans de Šumadija ; à ce poste, il a réussi à libérer une partie de la région. Il a été tué par un Tchetnik le 29 octobre 1941 et a été décoré de l'ordre du Héros national le 9 mai 1945.
La maison, où est né Milan Blagojević, est de petites dimensions ; elle est constituée d'un simple rez-de-chaussée réparti en deux pièces. Sur la façade, au-dessous du porche, une plaque commémorative en marbre a été apposée.